# Real Maryland Football Club
Real Maryland Football Club, mais conhecido como Real Maryland Monarchs, foi uma agremiação esportiva da cidade de Rockville, Maryland.  Disputava a  USL Premier Development League.

## História
O Real Maryland Monarchs foi anunciado como franquia de expansão da USL Second Division em julho de 2007. Sua primeira partida oficial foi contra o Western Mass Pioneers no dia 20 de abril de 2008. Em 2010 a equipe se transfere para a PDL. Ao fim da temporada 2012 o clube anunciou que iria encerrar as suas atividades.

## Estatísticas

### Participações
|  | Participações em 2018 |

| Competição     | Competição               | Temporadas | Melhor campanha                  | Estreia | Última | P | R |
| Estados Unidos | Lamar Hunt U.S. Open Cup | 3          | Segunda Fase (2008, 2009 e 2010) | 2008    | 2010   |   | – |